# Suddivisioni dell'Albania

Suddivisioni dell'Albania

Secondo la costituzione del 1998, riformata poi nel 2015 prevede la divisione del territorio secondo quanto viene al disotto indicato:
- al primo livello, le prefetture (in albanese qark plurale: qarke ma è spesso usato anche il termine prefekturë/prefektura), pari a 12[1];
- al secondo livello, i comuni, pari a 61.[2]

Il paese è inoltre diviso in 36 distretti (in albanese rrethe), che non hanno però poteri di tipo amministrativo.
La capitale del paese, Tirana, ha uno statuto particolare.
Il consiglio di ogni Qark è costituito dai sindaci dei comuni e delle città che ne fanno parte, al consiglio spetta l'amministrazione locale nei limiti stabiliti dalla "legge sull'organizzazione e le funzioni delle amministrazioni locali" risalente all'anno 2000.
Da un punto di vista finanziario le amministrazioni locali dipendono fortemente dal governo centrale che a sua volta nomina i prefetti dei Qark, rappresentanti locali del governo con compiti di sovrintendenza sul Qark.

## Suddivisioni storiche dell'Albania

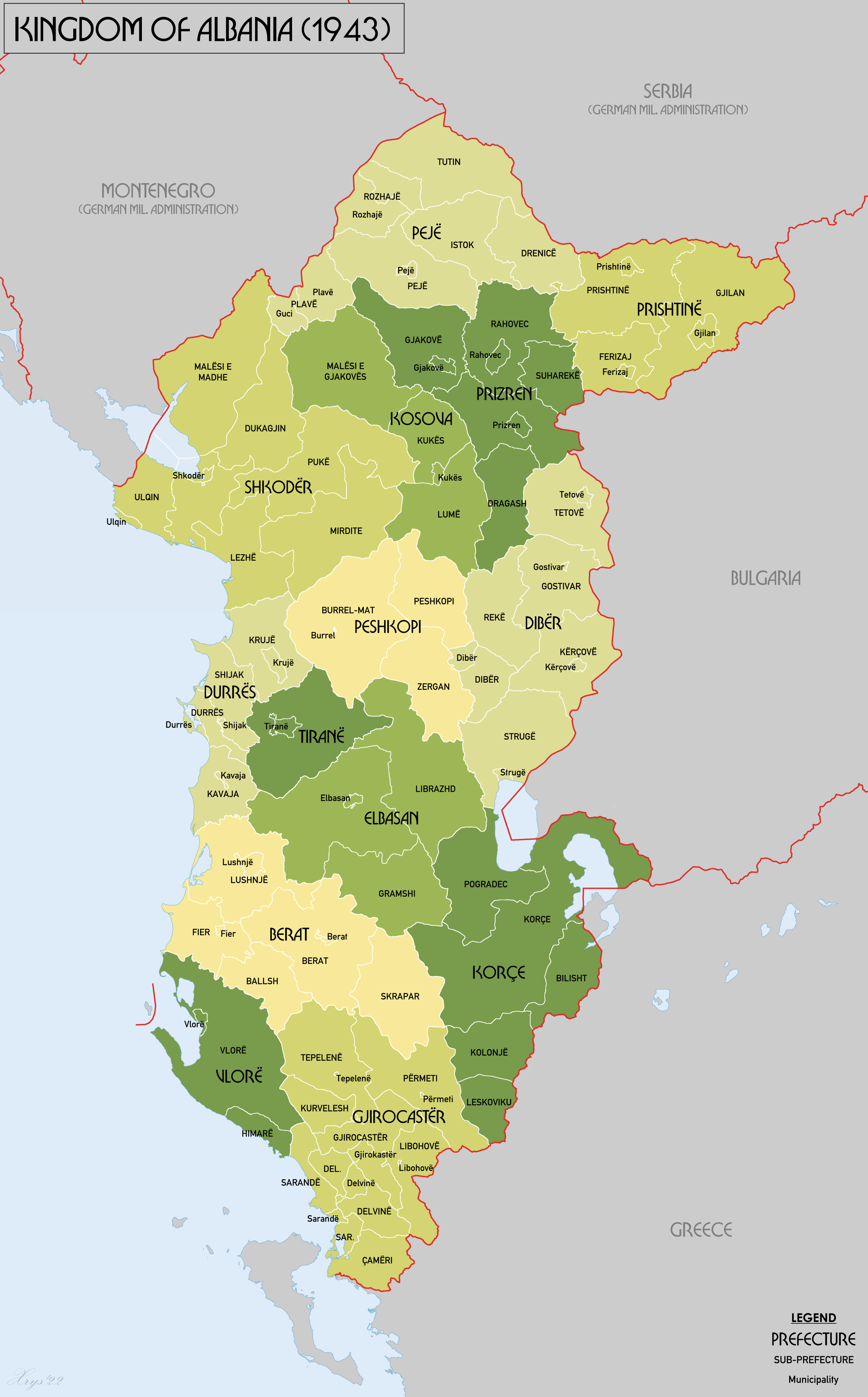
suddivisioni del Albania durante l'occupazione fascista

### Albania ottomana
Articolo principale: l'Albania ottomana
All'inizio del XX secolo, il territorio che oggi forma l'Albania era diviso tra i quattro vilayet separati ( albanese : vilajete / vilajetet ) di Scutari, Janina, Manastir e Kosovo . Ciò ha contribuito a mescolare gli albanesi con i greci, i serbi e altri gruppi circostanti. I quattro vilayet erano divisi nei sanjak ( sanxhaqe / sanxhaqet ) di Scutari, Durazzo, Ioannina, Ergiri, Preveze, Berat, Manastir, Serfiğe, Dibra, Elbasan, Görice, Skopje, Priştine, İpek, Prizren e Novi Pazar . I sanjak erano a loro volta ulteriormente divisi in kaza ( kazaja / kazajat ) a livello di città e nahiyes ( nahije / nahijet ) a livello di villaggio.

### Albania italiana
Articolo principale: Albania italiana
L'Albania fu occupata il 7 aprile 1939 dall'Italia, venne unita al Regno d'Italia il 12 aprile 1941 e Vittorio Emanuele III, re d'Italia e imperatore d'Etiopia, diventava anche Re d'Albania: nel 1941 con la disfatta della Jugoslavia venne unito all'Albania parte del Kosovo e della Macedonia, nel 1943 fu occupata dai tedeschi, e nel 1944 fu occupata dai partigiani comunisti e ridivenne indipendente nei confini del 1940. Il Luogotenente Generale aveva sede a Tirana, e il territorio era diviso in 13 prefetture o province:
- provincia di Scutari (capoluogo Scutari)
- provincia di Kukës (capoluogo Kukes)
- provincia di Alessio (capoluogo Alessio)
- provincia di Debar (capoluogo Debar)
- provincia di Durazzo (capoluogo Durazzo)
- provincia di Tirana (capoluogo Tirana) dove aveva sede il viceré
- provincia di Elbasan (capoluogo Elbasan)
- provincia di Levani o provincia di Apollonia (capoluogo Levani)
- provincia di Berat (capoluogo Berat)
- provincia di Coriza (capoluogo Coriza)
- provincia di Argirocastro (capoluogo Argirocastro)
- provincia di Valona (capoluogo Valona)
- provincia di Pristina o del Kosovo (capitale Pristina), aggiunta nel 1941

L'isola di Saseno, presso Valona, parte dell'Italia dal 1920 al 1941 fece parte della provincia di Zara (Friuli-Venezia Giulia), dal 1941 al 1943 della provincia di Cattaro (Dalmazia), poi seguì la storia dell'Albania.